# Valerie Cowie
Valerie Cowie (Harpenden, Reino Unido, 1924 - 7 de julio de 2023) fue una psiquiatra consultora británica.

## Biografía
Cowie estudió medicina en la Universidad de Aberdeen, donde investigó tratamientos dietéticos para la fenilcetonuria, obteniendo su doctorado en medicina en 1951. Cowie se formó como registradora de psiquiatría y neurología en el Hospital Maudsley y el Hospital Real de Bethlem de Londres, y luego ocupó un puesto de investigación en Maudsley, donde trabajó durante 11 años en la Unidad de Investigación de Genética Psiquiátrica del Consejo de Investigación Médica, incluso como su subdirector. Obtuvo un doctorado por su investigación sobre el desarrollo de bebés con síndrome de Down en el Guy's Hospital. También trabajó como profesora asociada en los Institutos Nacionales de Salud de Estados Unidos y estableció una unidad académica de genética psiquiátrica en el Hospital Ely de Cardiff. Un colega la describió una vez como «una de las estrellas de la psiquiatría moderna». Cuando fue nombrada profesora titular en la Universidad de Gales en 1982, uno de sus árbitros para el puesto señaló que «Mi única reserva es que el puesto de profesora titular no hace justicia adecuadamente a su alto estatus académico», argumentando que una personal chair habría sido más apropiada.
Cowie nació en Harpenden, Hertfordshire en 1924. Se casó con John Cowie, un colega psiquiatra, en 1947. La pareja se conoció en Aberdeen Royal Infirmary. El director y vicerrector de la Universidad de Aberdeen, William Hamilton Fyfe, escribió sobre Cowie: «Está bien encontrar a alguien que se dedique a la medicina y la investigación a pesar de tener un marido». Valerie y John Cowie tuvieron tres hijos juntos, uno de los cuales murió tres días después. Se divorciaron en la década de 1960 y ella tuvo otros dos matrimonios breves. Después de jubilarse del Servicio Nacional de Salud, continuó trabajando como consultora en el Hospital Priory, Roehampton, hasta los setenta años, y atendió a cuatro o cinco pacientes en su casa hasta los 96 años. Su licencia para ejercer fue finalmente revocada por el Consejo Médico General cuando, al estar confinada en su casa, no pudo emprender el desarrollo profesional continuo requerido. Murió a los 99 años el 7 de julio de 2023.

## Testigo experto
En ocasiones, Cowie compareció como testigo experto. Durante un caso en 1978, aconsejó a un juez que debido a que los niños a menudo se preocupan por sus orígenes biológicos a medida que envejecen, los hijos de padres divorciados deberían conservar el apellido de su padre. Según un obituario, este «se convirtió en uno de los casos más destacados en los libros de texto de derecho de familia». En 2011, prestó testimonio en el juicio de Paul White, el barón Hanningfield, por fraude en gastos parlamentarios, y le dijo al juez que Hanningfield «está clínicamente deprimido. Cuando se emitió el veredicto, se desplomó por completo. Ha estado en un estado de negación y confusión. Ha enfermado y ha tenido varias caídas». Según los informes, le había dicho: «Lo único que puedo hacer es clavar un cuchillo en mi perro y luego en mí mismo».

## Publicaciones
Elizabeth Comack señala que en Delinquency in Girls (1968), Cowie, junto con John Cowie y Eliot Slater, «buscaron 'factores predisponentes constitucionales' para explicar la delincuencia femenina», caracterizando a las niñas delincuentes como «demasiado grandes, torpes, groseras y sin gracia». Christine E. Rasche escribe que en su revisión de la literatura de 1973, «The Etiology of Female Crime», Dorie Klein señaló que, junto con sus contemporáneos, Cowie et al. «tendían a considerar a las mujeres como ofensivas o inadecuadas sin importar lo que hicieran». Klein escribe que, según Cowie et al., «si son violentos, son 'masculinos' y sufren de deficiencias cromosómicas, envidia del pene o atavismos. Si se conforman, son manipuladores, sexualmente inadaptados y promiscuos». Otras publicaciones de Cowie incluyeron Study of the Early Development of Mongols (1970), The Genetics of Mental Disorders, with Eliot Slater (1971), and Psychiatry, Genetics, y Pathography: A Tribute to Eliot Slater, with Martin Roth (1979).